# 승상
승상(丞相)은 중국의  관직으로 삼공(三公) 중 가장 위이며 황제를 보좌하는 수석 보좌관이자 조정의 영수로 오늘날 국무총리에 해당한다. 춘추전국 시대 때 생겨난 단어로 각 나라마다 승상이 있었으나 진나라가 통일한 이후로는 승상을 한 사람만이 할 수 있도록 규정하였고 이에 이사가 최초의 승상이 되었다.
그 후, 전한 초기 군국제로 인하여 조정의 승상과 번국의 승상을 따로 두었으나 오초칠국의 난 이후 폐지되었고 전한 무제의 황권 강화로 인하여 승상의 권세는 점차 위축되었다.

## 유명한 승상
- 이사(李斯) - 진(秦)나라의 승상
- 소하 - 전한의 초대 승상
- 조조 - 후한 헌제 때 후한의 승상
- 제갈량 - 촉한의 유일한 승상이자 충무후
- 사마의 - 위나라의 승상. 진(晉)나라를 세우고 위촉오 삼국을 통일한 사마염의 조부이다.
- 육손 - 오나라의 승상이자 대도독
- 위징 - 당 태종 때 당나라의 승상
- 이선장 - 명나라의 초대 승상